# لودفيغ أوغوستينسون
هانس كارل لودفيغ أوغوستينسون (بالسويدية: Ludwig Augustinsson)‏ (من مواليد 21 أبريل 1994) لاعب كرة قدم سويدي محترف يلعب دور الظهير الأيسر في نادي إشبيلية في الدوري الإسباني.

## مسيرته الكروية
لعب لودفيغ أوغوستينسون خلال مسيرته الاحترافية مع 4 أندية في عشرة مواسم وسجل خلالها 8 أهداف ضمن 212 مباراة. حيث فاز في ثلاثة مواسم بالكأس وفي موسمين بالدوري.
خاض لودفيغ أوغوستينسون مسيرته مع نادي برومابويكارنا في عامي 2011-2013 ولمدة موسمين، مشاركًا في 30 مباراة سجل خلالها هدفين. ثم انتقل إلى نادي غوتبورغ في عامي 2013-2015 ولمدة موسمين، حيث شارك في 29 مباراة سجل خلالها هدفًا واحدًا. لينتقل بعدها إلى نادي كوبنهاغن في موسم 2014–15 واستمر معه طيلة ثلاثة مواسم، مشاركًا في 78 مباراة سجل خلالها 3 أهداف. ثم انتقل إلى نادي فيردر بريمن في موسم 2017–18 واستمر معه طيلة ثلاثة مواسم، مشاركًا في 75 مباراة سجل خلالها هدفين.

## وصلات خارجية
- لودفيغ أوغوستينسون على موقع الاتحاد الدولي (مؤرشف)  (الإنجليزية)
- لودفيغ أوغوستينسون على موقع الاتحاد الأوربي (الإنجليزية)
- لودفيغ أوغوستينسون على موقع اتحاد السويد (السويدية)
- لودفيغ أوغوستينسون على موقع قاعدة بيانات كرة القدم.إي يو (الإنجليزية)
- لودفيغ أوغوستينسون على موقع ناشيونال فوتبول تيمز (الإنجليزية)
- لودفيغ أوغوستينسون على موقع Soccerbase.com (لاعب) (الإنجليزية)
- لودفيغ أوغوستينسون على موقع Soccerway.com (الإنجليزية)
- لودفيغ أوغوستينسون على موقع عالم كرة القدم.نت (الإنجليزية)
- لودفيغ أوغوستينسون على موقع AS.com (الإسبانية)
- FC Copenhagen profile